# Club Ciclista Lima Association
Club Ciclista Lima Association is een Peruviaanse voetbalclub uit de hoofdstad Lima. Het is na Lima Cricket de oudste van het land. 

## Geschiedenis
De club werd opgericht in 1896 als Unión Ciclista Peruana en beperkte zijn activiteiten aanvankelijk tot fietsen en later ook honkbal. In 1927 fuseerde de club met voetbalclub Association FC en nam zo de huidige naam aan en dus ook de voetbalafdeling. De club begon dat jaar in de hoogte klasse. 
De club speelde in de middenmoot tot een degradatie volgde in 1934. De club keerde nog terug van 1938 tot 1940 en daarna van 1947 tot 1965. Na een lange afwezigheid kon de club in 1993 opnieuw de promotie afdwingen. In de Apertura van 1994 werd de club groepswinnaar en verloor de finale uiteindelijk van Sporting Cristal, maar plaatste zich zo wel voor de Copa CONMEBOL 1995, waarin de club in de eerste ronde werd uitgeschakeld door het Chileense Cobreloa. In 1996 degradeerde de club opnieuw uit de hoogste klasse en kon er nu niet meer uit terugkeren. 